# Cornadors
Els Cornadors és el nom que reben dues muntanyes de Mallorca situades dins el terme Sóller. Individualment reben el nom de Cornador Gran (958 m) i Cornador Petit (805 m). Maldament estan envoltats de cims més alts i que superen els 1.000 m, com ara la Serra d'Alfàbia, el Puig del Sementer Gran, el Puig del Coll del Jou, el Puig de Lofra o la Serra de Son Torrella, els Cornadors són unes muntanyes molt conegudes perquè tenen una gran perspectiva gairebé de tota la Vall de Sóller.
Pel que fa a l'etimologia, idèntica a tants d'altres Puig Cornador del domini lingüístic, s'ha atribuït a la presència de corners (llatí cornetorum, 'dels corners'), a una síncopa de coronador (derivat de coronar 'adornar la part superior d'una cosa') o bé al fet que fos el lloc d'on es tocava el corn d'avís.

## Principals accessos
- De Biniaraix, pel Barranc de Biniaraix i les cases de Lofra
- De l'embassament de Cúber, per les cases de Lofra
- D'Orient, pel Pas de na Maria
- De Sóller, per l'Arrom